# Villette-lès-Arbois
Villette-lès-Arbois és un municipi francès situat al departament del Jura i a la regió de Borgonya - Franc Comtat. L'any 2007 tenia 387 habitants.

## Demografia

### Població
El 2007 la població de fet de Villette-lès-Arbois era de 387 persones. Hi havia 156 famílies de les quals 40 eren unipersonals (20 homes vivint sols i 20 dones vivint soles), 64 parelles sense fills, 44 parelles amb fills i 8 famílies monoparentals amb fills.
La població ha evolucionat segons el següent gràfic:
Habitants censats

### Habitatges
El 2007 hi havia 181 habitatges, 157 eren l'habitatge principal de la família, 11 eren segones residències i 13 estaven desocupats. 153 eren cases i 26 eren apartaments. Dels 157 habitatges principals, 124 estaven ocupats pels seus propietaris, 31 estaven llogats i ocupats pels llogaters i 2 estaven cedits a títol gratuït; 2 tenien una cambra, 10 en tenien dues, 15 en tenien tres, 45 en tenien quatre i 85 en tenien cinc o més. 109 habitatges disposaven pel capbaix d'una plaça de pàrquing. A 71 habitatges hi havia un automòbil i a 75 n'hi havia dos o més.

### Piràmide de població
La piràmide de població per edats i sexe el 2009 era:
| Homes | Edats   | Dones |
| ----- | ------- | ----- |
| 0     | 95 o +  | 0     |
| 0     | 90 a 94 | 0     |
| 4     | 85 a 89 | 0     |
| 8     | 80 a 84 | 4     |
| 4     | 75 a 79 | 8     |
| 8     | 70 a 74 | 8     |
| 8     | 65 a 69 | 4     |
| 12    | 60 a 64 | 4     |
| 8     | 55 a 59 | 12    |
| 0     | 50 a 54 | 16    |
| 12    | 45 a 49 | 8     |
| 8     | 40 a 44 | 8     |
| 8     | 35 a 39 | 4     |
| 12    | 30 a 34 | 16    |
| 16    | 25 a 29 | 12    |
| 12    | 20 a 24 | 8     |
| 12    | 15 a 19 | 8     |
| 0     | 10 a 14 | 4     |
| 16    | 5 a 9   | 8     |
| 8     | 0 a 4   | 8     |

## Economia
El 2007 la població en edat de treballar era de 234 persones, 170 eren actives i 64 eren inactives. De les 170 persones actives 155 estaven ocupades (83 homes i 72 dones) i 15 estaven aturades (9 homes i 6 dones). De les 64 persones inactives 32 estaven jubilades, 19 estaven estudiant i 13 estaven classificades com a «altres inactius».

### Ingressos
El 2009 a Villette-lès-Arbois hi havia 162 unitats fiscals que integraven 411,5 persones, la mediana anual d'ingressos fiscals per persona era de 17.533 €.

### Activitats econòmiques
Dels 17 establiments que hi havia el 2007, 1 era d'una empresa de fabricació d'altres productes industrials, 3 d'empreses de construcció, 3 d'empreses de comerç i reparació d'automòbils, 2 d'empreses financeres, 1 d'una empresa immobiliària, 5 d'empreses de serveis i 2 d'empreses classificades com a «altres activitats de serveis».
Dels 2 establiments de servei als particulars que hi havia el 2009, 1 era un paleta i 1 perruqueria.
L'any 2000 a Villette-lès-Arbois hi havia 24 explotacions agrícoles que ocupaven un total de 294 hectàrees.

## Poblacions més properes
El següent diagrama mostra les poblacions més properes.